# Криовулканизм

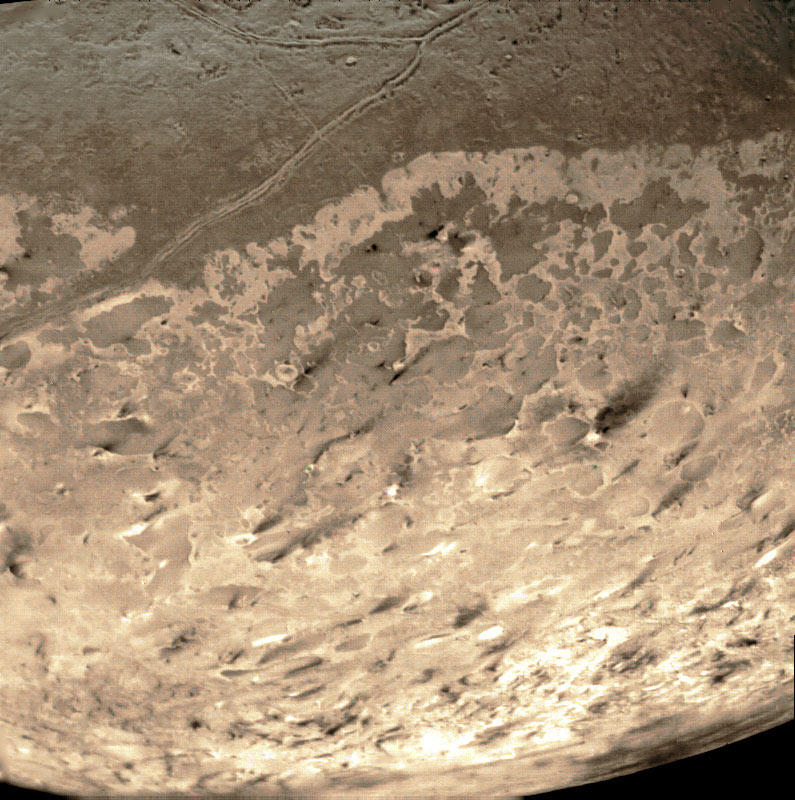
Снимок Тритона, сделанный «Вояджером-2» в 1989 году. Тёмные струи — следы извержений криовулканов

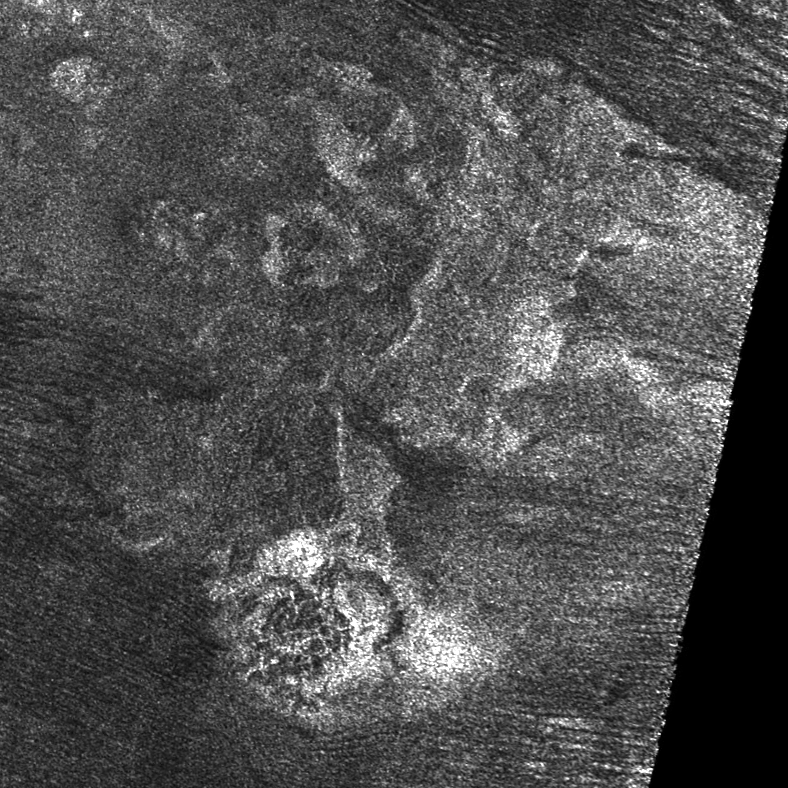
Гора Дум — вероятный криовулкан на Титане. Радарный снимок, сделанный «Кассини» в 2007 году

Криовулканизм — вид вулканизма на некоторых планетах и других небесных телах в условиях низких температур. Вместо расплавленных скальных пород криовулканы извергают воду, аммиак, метан — как в жидком состоянии (криолаву), так и в газообразном.
Несмотря на общность по извергаемому веществу с гейзерами, по природе криовулканизм всё же относится к вулканизму, так как извергает вещество в том фазовом состоянии, в котором оно не может находиться в естественных условиях на поверхности.

## Проявления
Впервые криовулканы были обнаружены «Вояджером-2» на спутнике Нептуна Тритоне. В районе южной полярной шапки спутника есть небольшие тёмные пятна — это газовые струи, вылетающие из жерл криовулканов. На высоте 8 км струи изгибаются на 90° и вытягиваются в широкие горизонтальные шлейфы, тянущиеся на 150 км и более. На снимках Тритона удалось насчитать до 50 таких пятен. Криовулканизм на Тритоне предположительно порождён энергией приливных взаимодействий.
Во время ряда пролётов зонда «Кассини» близ Титана были получены свидетельства, что на нём существуют криовулканы, выбрасывающие в атмосферу относительно много холодного вещества. Предположительно, они являются источником метана в атмосфере Титана. Кроме того, вероятные криовулканы были найдены на радарных снимках.
Криовулканизм обнаружен также на относительно небольшом спутнике Сатурна Энцеладе. Там он проявляется в выбросах водяного пара, других газов и частиц льда из разломов в южной полярной области. Источником энергии служит приливный нагрев.
Ряд косвенных данных свидетельствует о наличии криовулканизма на ряде других «ледяных спутников», обращающихся вокруг газовых планет, в частности, Европе и Ганимеде.
В январе 2014 года было зафиксировано возможное наличие криовулканизма на Церере. В 2015 году на Церере был открыт криовулкан Ахуна; в этом же году формы рельефа, которые могут быть криовулканами, обнаружили на Плутоне.
В июле 2014 года на полуострове Ямал в 30 километрах от Бованенковского нефтегазоконденсатного месторождения на месте наблюдавшегося в 2013 году бугра пучения был обнаружен Ямальский кратер, возникший в результате выброса газонасыщенных многолетнемёрзлых пород. Некоторые исследователи считают это разновидностью криовулканической активности.